# Scapania karl-muelleri
Scapania karl-muelleri là một loài rêu trong họ Scapaniaceae. Loài này được Grolle mô tả khoa học đầu tiên năm 1966.